# Edge Hill
Edge Hill es un pueblo ubicado en el condado de Glascock en el estado estadounidense de Georgia. En el censo de 2000, su población era de 30.

## Demografía
En el 2000 la renta per cápita promedia del hogar era de $58,125, y el ingreso promedio para una familia era de $59,375. El ingreso per cápita para la localidad era de $19,409. Los hombres tenían un ingreso per cápita de $29,375 contra $26,250 para las mujeres.

## Geografía
Edge Hill se encuentra ubicado en las coordenadas 33°9′11″N 82°37′36″O / 33.15306, -82.62667 (33.153078, -82.626635).
Según la Oficina del Censo, la localidad tiene un área total de 0,5 km² (0,2 mi²), de la cual 0,5 km² (0,2 mi²) es tierra y 0 km² (0 mi²) (0.00%) es agua.